# I-Educar
O i-Educar é um software de gestão escolar escrito em PHP. Distribuído pela Licença Pública Geral do GNU (versão 2, em português traduzido pela Creative Commons), é um software livre e público, hospedado no Portal do Software Público Brasileiro.
O foco do seu desenvolvimento é a gestão eficaz do sistema de ensino escolar, principalmente na esfera pública. Esse fator determina a sua adoção por algumas prefeituras brasileiras, como é o caso de Itajaí (SC), Arapiraca (AL), Porto Velho (RO) e Parauapebas (PA).

## História
Originalmente desenvolvido pelo Centro Tecnológico de Informação e Modernização Administrativa (CTIMA), departamento responsável pela implantação de novas tecnologias na Prefeitura Municipal de Itajaí, o i-Educar possibilitou uma economia de mais de R$ 55 mil ao ano somente com a licença de uso do antigo software proprietário.
O sistema fora desenvolvido de forma integrada com os outros sistemas já existentes no município, compondo um pacote chamado i-SPB (Software Público Brasileiro). Entrou em produção em 2007 no município, sendo utilizado até hoje nas escolas do sistema escolar municipal.
Após acordo com a Secretaria de Logística e Tecnologia da Informação (SLTI) e com a Associação das Entidades Estaduais de Tecnologia de Informação e Comunicação (ABEP), o i-Educar fora disponibilizado no Portal do Software Público Brasileiro, em 2008, com lançamento durante o Latinoware 2008.
O lançamento contou com o apoio da empresa Cobra Tecnologia, que auxiliou tecnicamente com a reescrita de partes do software e com o desenvolvimento de documentação de instalação.

## Adoção
Não existe nenhuma estimativa oficial de quantas instituições utilizam alguma versão do i-Educar atualmente. A adoção pelas prefeituras de Itajaí (SC), Porto Velho (RO) e Parauapebas (PA) são os casos mais notórios.
Com a oferta de serviço sendo realizada por diversos prestadores de serviço no país, entre elas empresas como a Cobra Tecnologia, Portabilis Tecnologia, Twast, Ieducarhost, Dimixus Tecnologia, IMTECH,Gestor Tecnologia-MA e Lupa Treinamento, acredita-se que mais prefeituras ou instituições de ensino tenham o i-Educar implantado em algum estágio entre testes e produção.

## Desenvolvimento
O desenvolvimento do i-Educar é um processo totalmente aberto, que pode ser acompanhado através da interface do sistema Trac. O versionamento de código é feito utilizando o software SVN.
Após a disponibilização do i-Educar no Portal do Sofware Público, diversas melhorias e correções foram identificadas. Membros da comunidade ajudaram a corrigir alguns desses problemas, muitos dos quais originados da arquitetura original do software que não é modular e tinha o código fortemente acoplado com o código dos outros sistemas desenvolvidos pelo CTIMA para a Prefeitura de Itajaí.
A primeira versão revisada do i-Educar foi disponibilizada em março de 2009. Desde então, foi estabelecido um versionamento mais rígido do software, onde toda e qualquer melhoria do código-fonte deveria estar versionada. Acabou-se assim com uma prática ruim que era a disponibilização de várias versões diferentes do software sem versionamento. A primeira versão oficial do i-Educar foi lançada em 28 de abril de 2009, com a numeração de versão 1.0.0.
O projeto vem aos poucos incorporando melhores práticas de desenvolvimento como o uso de testes unitários e funcionais. Apesar de não documentado formalmente, as ferramentas de testes utilizadas pelos desenvolvedores são o PHPUnit e Selenium RC. Outras boas práticas adotadas foram a criação dos pacotes do software de forma automatizada e o versionamento do banco de dados, utilizando outros softwares livres como o Phing e o DBUnit.
Essa adoção rápida de melhores práticas de desenvolvimento possibilitou a correção de diversos defeitos já existentes no software e a implementação de uma nova API, visando dar mais agilidade no refactoring do código legado. A primeira funcionalidade desde a disponibilização do i-Educar como software livre foi a possibilidade de configuração do sistema através de arquivos do tipo INI.

## Comunidade
A comunidade do i-Educar é composta por usuários, administradores de sistemas e desenvolvedores. São 4 mil membros cadastrados na página da comunidade dentro do Portal do Software Público Brasileiro.
O i-Educar, por estar hospedado na estrutura do Portal do Software Público, possui fóruns para desenvolvedores e de suporte, além de um wiki baseado no Trac, onde é centralizado a sua documentação e versionamento do código fonte.

## Críticas
Após ser disponibilizado como software livre no Portal do Software Público, o i-Educar recebeu críticas, muitas das quais devido a falta de documentação de instalação, desenvolvimento e uso.
As críticas foram diminuindo ao longo do tempo, principalmente após a melhoria da documentação de instalação e atualizações mais frequentes do sistema a partir de março de 2009. No entanto, a falta de documentação formal (diagramas UML e Entidade relacionamento) ainda são feitas com uma pequena frequência.
Uma outra crítica observada é a da falta de colaboração no desenvolvimento e documentação do software por parte das empresas que prestam algum tipo de serviço utilizando o software. Hoje, a maior parte do desenvolvimento e documentação é contribuída pelo SLTI e pela empresa Cobra Tecnologia.